# Guido Herzfeld
Guido Herzfeld (* 22. November 1870 als Guido Kornfeld in Karolinenthal bei Prag; † 16. November 1923 in Berlin) war ein deutscher Schauspieler und Theaterregisseur.

## Leben
Herzfeld trat sein erstes nachweisbares Theaterfestengagement 1892 in Leoben an. Weitere Stationen seiner Bühnenlaufbahn waren unter anderem Pettau, Passau, Pilsen, Aachen, Mannheim und München. 1899/1900 führte er in Bochum erstmals selbst Regie.
1902 kam er nach Berlin und spielte am dortigen Intimen Theater. Er trat auch im Kabarett Schall und Rauch beziehungsweise dem Kleinen Theater auf. Herzfeld war zuletzt von 1917 bis 1923 an der Berliner Volksbühne engagiert und arbeitete weiterhin als Schauspieler wie auch als Regisseur.
Auch filmte Herzfeld seit 1914 reichlich, oft in Vaterrollen oder als merkwürdiger Eigenbrötler. Sein bekanntester Film ist der Stummfilmklassiker Nosferatu, eine Symphonie des Grauens von Friedrich Wilhelm Murnau, in dem Herzfeld einen Wirt verkörperte. Seinen letzten Film Die Finanzen des Großherzogs drehte er ebenfalls unter Murnaus Regie.
Im Juli 1922 hatte er gemeinsam mit dem Kaufmann Hans Ferdinand Hiller die Guido Herzfeld Film GmbH gegründet. Er starb überraschend im November 1923 unmittelbar vor Vollendung seines 53. Geburtstags, nachdem er kurz zuvor noch auf der Bühne gestanden hatte.

## Filme (Auswahl)
- 1914: Wollen Sie meine Tochter heiraten?
- 1915: Schlemihl
- 1915: Das Abenteuer des van Dola
- 1915: Die Konservenbraut
- 1915: Und wandern sollst du ruhelos …
- 1916: Der Sekretär der Königin
- 1916: Der Schirm mit dem Schwan
- 1916: Schuhpalast Pinkus
- 1916: Theophrastus Paracelsus
- 1917: Opfer der Leidenschaft
- 1917: Der standhafte Benjamin
- 1917: Der Blusenkönig
- 1918: Es werde Licht!, 3. Teil
- 1918: Europa postlagernd
- 1918: Der gelbe Schein
- 1918: Der Weg, der zur Verdammnis führt
- 1919: Arme Thea
- 1919: Der Weg, der zur Verdammnis führt, 2. Teil. Hyänen der Lust
- 1919: Nach dem Gesetz
- 1919: Die Arche
- 1919: Die letzten Menschen
- 1919: Das Recht der freien Liebe
- 1920: Whitechapel. Eine Kette von Perlen und Abenteuern
- 1920: Der weiße Pfau
- 1921: Die Geliebte Roswolskys
- 1921: Irrende Seelen
- 1921: Der Friedhof der Lebenden
- 1921: Das Blut
- 1922: Nosferatu, eine Symphonie des Grauens
- 1922: Die fünf Frankfurter
- 1923: Tragödie der Liebe
- 1923: Die Prinzessin Suwarin
- 1923: Die Finanzen des Großherzogs

## Theater

### Schauspieler
- 1905: Maxim Gorki: Nachtasyl – Regie: Max Reinhardt (Deutsches Theater Berlin)
- 1905: Hermann Stehr: Meta Konegen (Pfarrer) – Regie: Felix Holländer (Neues Theater Berlin)
- 1906: Ludwig Anzengruber: Doppelselbstmord (Stauderer) – Regie: Carl Johann Schwarz (Schiller Theater Berlin)
- 1906: Richard Beer-Hofmann: Der Graf von Charolais (Vater des Wirts) – Regie: Max Reinhardt (Deutsches Theater Berlin)
- 1906: George Bernard Shaw: Man kann nie wissen (Oberkellner) – Regie: ? (Kleines Theater Berlin)
- 1907: Gerhart Hauptmann: Kollege Crampton (Professor Crampton) – Regie: ? (Schiller Theater Berlin)
- 1908: Hermann Sudermann: Stein unter Steinen (Zuchthäusler Struve) – Regie: ? (Schiller Theater Berlin)
- 1908: Karl Schönherr: Erde (Der alte Grutz) – Regie: ? (Hebbel-Theater Berlin)
- 1909: Anton Tschechow: Die Möwe – Regie: Eugen Robert (Hebbel-Theater Berlin)
- 1909: Hermann Reichenbach: Ketten – Regie: ? (Deutsches Theater Berlin)
- 1909: Frank Wedekind: Die junge Welt (Oberlehrer) – Regie: ? (Akademische Bühne Berlin)
- 1910: Walter Turszinsky, Richard Wurmfeld: Reichstagswahl – Regie: Fritz Richard (Deutsches Theater Berlin)
- 1910: Alexander Roda Roda, Carl Rössler: Der Feldherrnhügel (Offiziersbursche Ornstein) – Regie: Martin Zickel (Lustspielhaus Berlin)
- 1910: Max Halbe: Amerika-Fahrer (Schmück) – Regie: Wilhelm Röntz (Theater in der Königsgrätzer Straße Berlin)
- 1911: Carl Rössler: Die fünf Frankfurter – Regie: ? (Theater in der Königsgrätzer Straße Berlin)
- 1911: Hermann Katsch: Norachen (Onkel) – Regie: ? (Kleines Theater Berlin)
- 1912: Gustav Wied: Tanzmäuse – Regie: ? (Kleines Theater Berlin)
- 1912: Arthur Schnitzler: Professor Bernhardi – Regie: Victor Barnowsky (Kleines Theater Berlin)
- 1912: Max Bernstein: Endlich allein – Regie: ? (Kleines Theater Berlin)
- 1914: Arthur Schnitzler: Der junge Medardus (Herr Berger) – Regie: Victor Barnowsky (Lessingtheater Berlin)
- 1914: Hermann Bahr: Der Querulant (Pfarrer Pöch) – Regie: ? (Lessingtheater Berlin)
- 1915: Gustav Wied: Eine Abrechnung – Regie: ? (Theater in der Königsgrätzer Straße Berlin)
- 1915: Henrik Ibsen: Ein Volksfeind (Aslaksen) – Regie: Victor Barnowsky (Lessingtheater Berlin)
- 1915: Friedrich Schiller:  Maria Stuart (Haushofmeister Melvil) – Regie: Rudolf Bernauer (Theater in der Königsgrätzer Straße Berlin)
- 1916: Bjørnstjerne Bjørnson: Paul Lange und Dora Parsberg (Der alte Storm) – Regie: Carl Meinhard (Theater in der Königsgrätzer Straße Berlin)
- 1916: August Strindberg: Ein Traumspiel (Der Blinde) – Regie: ? (Theater in der Königsgrätzer Straße Berlin)
- 1916: Heinrich von Kleist: Amphitryon (Sosias) – Regie: Julius Bab (Deutsches Theater Berlin)
- 1918: Anton Tschechow: Der Kirschgarten (Firs) – Regie: Friedrich Kayssler ( Volksbühne Theater am Bülow-Platz Berlin)
- 1918: Carl Hauptmann: Die armseligen Besenbinder – Regie: Paul Legband (Volksbühne Theater am Bülow-Platz Berlin)
- 1918: William Shakespeare: Maß für Maß – Regie: Ludwig Berger (Volksbühne Theater am Bülow-Platz Berlin)
- 1919: R. Bauer-Greeff: Der Umzug (Bürgermeister) – Regie: Paul Legband (Volksbühne Theater am Bülow-Platz Berlin)
- 1919: Nikolai Gogol: Die Heirat – Regie: Jürgen Fehling (Volksbühne Theater am Bülow-Platz Berlin)
- 1919: Georg Kaiser: Die Bürger von Calais – Regie: Paul Legband (Volksbühne Theater am Bülow-Platz Berlin)
- 1920: Heinrich von Kleist: Das Käthchen von Heilbronn (Gottschalk) – Regie: Johannes Klaudius (Volksbühne Theater am Bülow-Platz Berlin)
- 1920: Friedrich Schiller: Kabale und Liebe (Miller) – Regie: Johannes Klaudius (Volksbühne Theater am Bülow-Platz Berlin)
- 1920: August Strindberg: Nach Damaskus – Regie: Friedrich Kayssler (Volksbühne Theater am Bülow-Platz Berlin)
- 1921: Rabindranath Tagore: Das Postamt (Väterchen) – Regie: Jürgen Fehling (Volksbühne Theater am Bülow-Platz Berlin)
- 1921: Ferdinand Raimund: Der Bauer als Millionär (Fortunatas Wurzel) – Regie: Jürgen Fehling (Volksbühne Theater am Bülow-Platz Berlin)
- 1921: George Bernard Shaw: Kapitän Brassbounds Bekehrung (Brinkwater) – Regie: Jürgen Fehling (Volksbühne Theater am Bülow-Platz Berlin)
- 1922: Adolph L’Arronge: Mein Leopold (Weigelt) – Regie: Heinz Hilpert (Volksbühne Theater am Bülow-Platz Berlin)
- 1922: Ferdinand Raimund: Der Verschwender (Kammerdiener Wolf) – Regie: Jürgen Fehling (Volksbühne Theater am Bülow-Platz Berlin)
- 1922: Wolodymyr Wynnytschenko: Die Lüge (Karpe Federowytsch) – Regie: Friedrich Kayssler (Volksbühne Theater am Bülow-Platz Berlin)
- 1923: Ludwig Holberg: Herr Vielgeschrei, der Mann der keine Zeit hat (Herr Vielgeschrei) – Regie: Heinz Hilpert (Volksbühne Theater am Bülow-Platz Berlin)
- 1923: Carl Hauptmann: Der abtrünnige Zar – Regie: Fritz Holl (Volksbühne Theater am Bülow-Platz Berlin)
- 1923: Theodor Tagger nach Honoré de Balzac: Esther Gobseck (Baron von Rucingen) – Regie: Heinz Goldberg (Renaissance-Theater Berlin)

### Regisseur
- 1918: Henrik Ibsen: Komödie der Liebe (Auch Rolle als Pastor Strohmann) (Volksbühne Theater am Bülow-Platz Berlin)
- 1920: Friedrich Hebbel: Gyges und sein Ring (Volksbühne Theater am Bülow-Platz Berlin)
- 1920: Pedro Calderón de la Barca: Der Richter von Zalamea (Volksbühne Theater am Bülow-Platz Berlin)